# Jean-Michel Saive
Jean-Michel Jacques Georges Hubert Saive (Luik, 17 november 1969) is een voormalige Belgische tafeltennisser. Sinds september 2021 is hij voorzitter van het BOIC.

## Levensloop
Saive werd geboren in een gezin dat gepassioneerd was door tafeltennis. Zijn vader (Jean-Paul) behoorde tot de top 10 van België, zijn moeder (Jeannine Lonay) werd Belgisch kampioen damesdubbel tijdens haar zwangerschap en ook z'n jongere broer Philippe ging op internationaal niveau tafeltennissen. Hij wordt soms met de koosnaam Jean-Mi genoemd. In China staat hij bekend onder de naam Sai-Fu.
Saive werd al vlug provinciaal kampioen in zijn jeugdklasse en later Belgisch kampioen bij de miniemen. Op dertienjarige leeftijd werd hij als op drie na beste speler van het land reeds geselecteerd voor de nationale ploeg. Saive werd in 1985 de best geklasseerde speler in België, een plaats die hij jarenlang zou houden. Vanaf 1985 tot februari 2015 was hij onafgebroken de hoogst geklasseerde tafeltennisser van België (hij werd opgevolgd door de 22-jarige Cédric Nuytinck die door een bronzen medaille in het dubbel van de Open van Hongarije een grote sprong maakt op de internationale ranking). Ook internationaal werd hij succesvol. In 1984 werd hij Europees kampioen bij de cadetten, in 1986 en 1987 haalt hij zilver op het EK voor junioren. Op 9 februari 1994 bereikte hij de eerste plaats op de internationale ranglijst en zou die 515 dagen houden, tot 8 juni 1995 en van 26 maart 1996 tot 24 april 1996.
In 2013 was hij voor de tweeëntwintigste keer actief op een WK, waardoor hij alleen recordhouder is. Ook behaalde hij een enorm palmares en werd 310 maal geselecteerd voor de nationale ploeg. Met niet minder dan 130 medailles. Zo werd hij onder meer vicewereldkampioen in 1993, Europees kampioen enkelspel in 1994 in Birmingham (door winst in de finale tegen Jan-Ove Waldner), finalist van de individuele wereldbeker in 1994 en 2003 en finalist op het wereldkampioenschap voor landenteams met België in 2001, alsook winnaar van de Europese Top-12 in 1994 in Arezzo. Daarnaast behaalde hij twee Europese Super Ligas met België (1994 en 1995) en zeven Europese Bekers voor clubs met La Villette Charleroi (1994, 1996, 2001, 2002, 2003, 2004 en 2007). Ook behaalde hij de eindzege in de Pro-Tour in 2001, Twee zeges op het prestigieuze Qatar Open (1996 en 2002) en was hij winnaar van de China Open in 1993. Verder werd hij 25 maal Belgisch kampioen geworden.
Ook nam Saive deel aan zeven Olympische Spelen (Seoel 1988, Barcelona 1992, Atlanta 1996, Sydney 2000, Athene 2004, Peking 2008 en Londen 2012) en droeg de vlag van de Belgische delegatie in 1996 en 2004. In 2007 ontstond deining omdat Saive ondanks een 20ste plaats (gedeeld met Persson) op de wereldranglijst, niet rechtstreeks geselecteerd werd voor de Olympische Spelen (hij werd toch 21ste na het in rekening brengen van de honderdsten). Een beslissing die hij, gesteund door het BOIC en de Koninklijke Belgische Tafeltennisbond, zou aanvechten bij het TAS. Uiteindelijk plaatste Saive zich sportief voor zijn zesde Olympische Spelen via het kwalificatietoernooi van Boedapest, waar hij op 11 mei 2008 derde werd. Op 16 mei 2011 stond Saive op de uitgezuiverde wereldranglijst (vanaf heden mogen er slechts twee spelers per land naar de Olympische Spelen) op de 22ste plaats, waardoor hij zich plaatste voor de Olympische Zomerspelen van 2012, zijn zevende Olympische Spelen op rij. Hiermee evenaart hij het Belgische record van zeven deelnames van karabijnschutter Frans Lafortune (van 1952 tot 1976).
Saive speelde sinds 2012-'13 competitie voor Logis Auderghem en was voorheen jarenlang succesvol bij La Villette Charleroi, na eerder gespeeld te hebben in de Duitse Bundesliga voor TTC Jülich en TTF Bad Honnef en voor SSSS Tours in de Franse Pro A. Tot op vandaag is hij nog steeds de enige tafeltennisser die het Gouden Palet (een gouden tafeltennispalet van 800 gram) heeft gewonnen door vijf keer het Gouden Palettoernooi van Tafeltennisclub Torhout te winnen. Z'n talrijke successen maakten van hem de grootste Belgische tafeltennissers en een van de succesvolste sporters van zijn land. In 1991 en 1994 werd hij verkozen tot Belgisch sportman van het jaar en ontving hij Nationale trofee voor sportverdienste. Ook voor zijn sportiviteit werd hij geloofd: in 1989 ontving hij een UNESCO-wereldprijs voor de fair-play. In 2005 was hij ook een van de kansmakers op de titel De Grootste Belg, maar haalde de uiteindelijke nominatielijst niet en strandde op nr. 408 van diegenen die net buiten de nominatielijst vielen.
Begin 2014 speelde hij een hoofdrol in een amusante wedstrijd tegen Chuang Chih-yuan, de opname ervan werd een viral video op het internet (Chuang Chih-Yuan vs Jean-Michel Saive (2014 Tai Ben Invitational)).
Saive gaf op 3 december 2015 een persconferentie waarin hij bekendmaakte te stoppen met zijn internationale carrière. Hij laat hiermee de spelen van Rio 2016 aan zich voorbijgaan, naar eigen zeggen kan zijn lichaam en hoofd geen 100% meer mee. Op de vraag wat hij zelf het grootste hoogtepunt uit zijn carrière vindt antwoordde hij: "Dat ik nummer één van de wereld was in een sport die door Chinezen gedomineerd wordt." Op 10 mei 2019 beëindigde hij zijn magnifieke carrière met een overwinning.
In 2017 stelde hij zich kandidaat voor de functie van voorzitter van het Internationale Tafeltennisfederatie (ITTF). Hij haalde het met 90 stemmen niet van de andere kandidaat Thomas Weikert met 118. Op 10 september 2021 werd hij verkozen tot voorzitter van het BOIC. Op 6 juni 2025 werd hij opnieuw verkozen tot voorzitter van het BOIC.

## Palmares

### Uitslagen op Olympische Spelen
| Jaar      | 1988         | 1992            | 1996         | 2000            | 2004        | 2008         | 2012         |
| Prestatie | Eerste ronde | Achtste finales | Kwartfinales | Achtste finales | Derde ronde | Tweede ronde | Tweede ronde |

1928 Louis Crooy en Victor Groenen · 1929 Georges Ronsse · 1930 Hyacinthe Roosen · 1931 René Milhoux en Jules Tacheny · 1933 Jef Scherens · 1934 Union Sint-Gillis · 1935 Arnold de Looz-Corswarem · 1936 Ernest Demuyter · 1937 Joseph Mostert · 1938 Hubert Carton de Wiart · 1939 Henry de Menten de Horne · 1940 Fernande Caroen · 1941 Jan Guilini · 1942 Pol Braekman · 1943 Albert de Ligne · 1944 niet toegekend · 1945 vliegend personeel van de Belgische sectie van de Royal Air Force · 1946 Gaston Reiff · 1947 Micheline Lannoy en Pierre Baugniet · 1948 Etienne Gailly · 1949 Feru Moulin · 1950 Briek Schotte · 1951 Johny Claes en Jacques Ickx · 1952 André Noyelle · 1953 bemanning van het jacht Omoo (zeilsport) · 1954 Adolf Verschueren · 1955 Roger Moens · 1956 Gilberte Thirion · 1957 Jacky Brichant en Philippe Washer · 1958 René Baeten · 1959 Belgische hockeyploeg bij de mannen · 1960 Flory Van Donck · 1961 Rik Van Looy · 1962 Gaston Roelants · 1963 Aureel Vandendriessche · 1964 Joël Robert · 1965 Eerste Jachtwing van de Belgische Luchtmacht · 1966 Raymond Ceulemans · 1967 Ferdinand Bracke en Eddy Merckx · 1968 Jacky Ickx · 1969 Serge Reding · 1970 Freddy Herbrand · 1971 Miel Puttemans · 1972 Karel Lismont · 1973 Roger De Coster · 1974 Paul Van Himst · 1975 Jean-Pierre Burny · 1976 Ivo Van Damme · 1977 Gaston Rahier · 1978 RSC Anderlecht · 1979 Robert Van de Walle · 1980 Belgische voetbalploeg bij de mannen · 1981 Annie Lambrechts · 1982 Ingrid Berghmans · 1983 Eddy Annys · 1984 André Malherbe · 1985 niet toegekend · 1986 William Van Dijck · 1987 Ingrid Lempereur · 1988 Eric Geboers · 1989 Michel Preud'homme · 1990 Jan Ceulemans · 1991 Jean-Michel Saive · 1992 Annelies Bredael · 1993 Vincent Rousseau · 1994 Brigitte Becue · 1995 Frédérik Deburghgraeve · 1996 Johan Museeuw · 1997 Luc Van Lierde · 1998 Ulla Werbrouck · 1999 Gella Vandecaveye · 2000 Joël Smets · 2001 Kim Clijsters en Justine Henin · 2002 Marc Wilmots · 2003 Stefan Everts · 2004 Axel Merckx · 2005 Tom Boonen · 2006 Kim Gevaert en Tia Hellebaut · 2007 4x100m-estafetteploeg voor vrouwen · 2008 niet toegekend · 2009 Philippe Gilbert · 2010 Philippe Le Jeune · 2011 Kevin Borlée · 2012 Evi Van Acker · 2013 Frederik Van Lierde · 2014 Daniel Van Buyten · 2015 4x400m-estafetteploeg voor mannen · 2016 Nafissatou Thiam · 2017 David Goffin · 2018 Nina Derwael · 2019 Belgische hockeyploeg bij de mannen · 2020 Wout van Aert · 2021 Bashir Abdi · 2022 Remco Evenepoel · 2023 Bart Swings · 2024 Lotte Kopecky